# Mangiami adagio
Mangiami adagio è un romanzo dell'autore italiano Giuseppe Pederiali del 2013.
La narrazione è inframmezzata dalle ricette di cucina dei piatti gustati dai vari personaggi.

## Trama
Il quarantenne italoamericano Joseph Binachi, figlio di un emigrato emiliano a Chicago dove si sarebbe costruito un'enorme fortuna, si reca a San Prosperoso di Sopra, paese natale del padre, per cercare una moglie versata nell'autentica cucina emiliana. La notizia viene strombazzata dai mezzi di comunicazione locali, col risultato che tutte le persone più in vista del luogo (tra i quali Mario Pio Silvestini, sindaco di San Prosperoso di Sopra, che vorrebbe accasare bene la figlia Ileana) si contendono Joseph per invitarlo a mangiate pantagrueliche.
Tra le donzelle che aspirano alla mano di Joseph c'è anche Lola, una sensuale cameriera dell'albergo dove egli alloggia, che gli porta in camera dei manicaretti che dichiara di aver cucinato con le proprie mani (in realtà acquistati in rosticceria) e un giorno si fa trovare nella sua doccia ricoperta solo di un'enorme quantità di zuppa inglese. Lola, però, vedendolo flirtare con altre donne, in un momento di stizza gli rivela l'inganno, dopodiché si licenzia dall'albergo.
Intanto, Mario Pio s'informa delle presunte ricchezze di Joseph da un suo conoscente negli Stati Uniti, l'ingegner Paolo Cavazzana, che però gli dice di non averne trovato alcun riscontro. Il sindaco allora, sentendosi preso in giro, trasforma la cerimonia per il conferimento della cittadinanza onoraria a Joseph in un pubblico svergognamento dell'ospite. Joseph, da parte sua, ribatte di non essersi mai vantato di essere ricco e accusa i maggiorenti di averlo accolto col tappeto rosso solo perché ritenevano che lo fosse.
Il sindaco poi apprende dallo stesso Cavazzana che Joseph è effettivamente un milionario: l'equivoco era stato generato da fatto che in America il suo cognome è pronunciato come se fosse "Bainéci". Joseph si rappacifica con Lola e decide di farne la sua sposa, malgrado questa sia tutt'altro che una cuoca provetta.

## Rapporti con altre opere
Il personaggio di Amilcare Annovi, detto "l'Assessore al Sesso", compariva anche nella cornice narrativa della precedente raccolta di racconti Il paese delle amanti giocose dello stesso autore.

## Edizioni
- Giuseppe Pederiali, Mangiami adagio, collana Centocinquanta, Siena, Barbera, 2013, ISBN 978-88-7899-592-5.
- Giuseppe Pederiali, Mangiami adagio, collana CortoCircuito, Siena, Barney, 2015, ISBN 978-88-98693-54-2.